# Rruga shtetërore SH8
Die Rruga shtetërore SH8 (albanisch für Staatsstraße SH8) ist eine Nationalstraße in Albanien. Sie verbindet die Industriestadt Fier mit der südalbanischen Touristenhochburg Saranda und führt zum großen Teil durch das bergige Gelände der Albanischen Riviera entlang des Ionischen Meeres.

## Streckenverlauf
Die SH8 zweigt in Fier von der SH4 ab und führt über die Kleinstadt Levan nach Süden. Sie überquert bei Novosela die Vjosa und erreicht in der Folge die Hafenstadt Vlora. Die Straße führt dann der Bucht von Vlora entlang bis Orikum und durch den Llogara-Tunnel zur Albanischen Riviera bei Dhërmi und weiter durch Himara nach Saranda, wo die SH99 abzweigt, die über den Pass Qafa e Muzinës zur SH4 im Dropull führt. Die SH8 endet im Stadtzentrum von Saranda.
Im Sommer 2021 wurde die Umfahrung Vlora provisorisch, im nachfolgenden Frühsommer definitiv dem Verkehr übergeben. Die neue Panoramastrecke führt hoch über der Stadt und der Bucht am Hang. Sie verkürzt die Fahrzeit nach Südalbanien und entlastet die Stadt und die südlichen Badestrände vom Durchgangsverkehr. 2023 wurde die Zufahrt zum Llogara-Pass auf eine neue Strecke verlegt, 2024 der Llogara-Tunnel eröffnet.

## Ausbauzustand
Während zwischen Levan und Vlora die Autobahn A2 parallel zur SH4 gebaut wurde und die SH4 selbst in einem schlechten Zustand ist, ist sie im weiteren Verlauf ab Vlora eine kurvenreiche Küstenstraße, die im Jahr 2008 komplett saniert wurde und sich nun in einem sehr guten Zustand befindet. Diese Maßnahme diente vor allem der Förderung des Tourismus.
Als weitere Ausbaumaßnahme wurde 2024 der Tunnel unter dem Llogara-Pass eröffnet. Zu beiden Seiten des Tunnels wird die Straße ausgebaut, um besser die Verkehrsmassen im Sommer bewältigen zu können und die Strecke zu begradigen. Südlich des Tunnels wurde 2022 eine Umfahrung für die Dörfer nördlich von Dhërmi eröffnet. Eine Umfahrung weiterer Dörfer, wie sie auch in Himara existiert, und die Begradigung der Streckenführung ist geplant.